# Умершие в феврале 2010 года
Это список известных людей, соответствующих установленным критериям значимости (см. Википедия:Критерии значимости персоналий), умерших в феврале 2010 года.
Причина смерти указывается лишь в исключительных случаях (убийство, самоубийство, гибель в результате военных действий, смертная казнь, ДТП или несчастные случаи). В остальных случаях — не указывается.

## Список
1 февраля
- Анда, Родольфо де (66) — мексиканский актёр[1].
- Браун, Дэвид (93) — американский продюсер фильмов «Челюсти», «Шофёр мисс Дэйзи», «Кокон», четырёхкратный номинант на премию «Оскар»[2].
- Лараки, Азеддин (80) — премьер-министр Марокко (1986—1992)[3].
- Мартелл, Питер (71) — итальянский актёр. [www.kino-teatr.ru/kino/acter/euro/199488/bio/]
- Марутаев, Михаил Александрович (84) ― российский композитор[4].
- Ментелл, Джастин (27) — американский актёр, автомобильная авария[5].
- Раха, Сабир (61) — индийский предприниматель, председатель и исполнительный директор Oil and Natural Gas Corporation (2001—2006)[6].
- Совьон, Серж (81) — французский актёр. [www.kino-teatr.ru/kino/acter/euro/109321/works/]
- Стейнгримюр Херманнссон (81) — премьер-министр Исландии (1983—1987 и 1988—1991)[7].

2 февраля
- Ганифа, Кочин (58) — индийский актёр, сценарист и режиссёр[8].
- Кейтс, Бернард (87) — американский актёр[9].
- Лесли, Алин (101) — американский сценарист[10].
- Фариа, Роза Лобату Де (77) — португальская писательница и актриса[11].
- Херлинджер, Пол (80) — американский актёр[12].
- Хуссэйн, Тахир (72) — индийский продюсер, сценарист, режиссёр и актёр[13].
- Школьникова, Нелли Ефимовна (82) — российская, американская и австралийская скрипачка и музыкальный педагог. Заслуженная артистка РСФСР (1977)[14].

3 февраля
- Вильсон, Жорж (88) — французский актёр кино и театра, театральный режиссёр, отец актёра Ламбера Вильсона[15].
- Вранетич, Иван (84/85) — югославский хорватский партизан, Праведник мира.
- МакКаллум, Джон (91) — австралийский актёр и продюсер[16].
- Меррик, Гил (88) — английский футболист, голкипер клуба Бирмингем Сити и сборной Англии (1951—1954)[17].
- Рейд, Фрэнсис(95) — американская актриса, обладательница премии «Эмми» (2004)[18].
- Яковлев, Алексей Анатольевич (70) — советский и российский актёр и драматург. [www.kino-teatr.ru/kino/acter/m/sov/17601/bio/]

5 февраля
- Ашимов, Байкен Ашимович (92) — Председатель Совета Министров (1970—1984), председатель Президиума Верховного Совета Казахской ССР (1984—1985)[19].
- Кармайкл, Йен (89) — английский актёр[20].
- Кумар, Суджит (75) — индийский актёр[21].
- Масленникова, Наталья Николаевна (82) — историк, профессор, доктор исторических наук, заведующая кафедрой истории Санкт-Петербургского государственного университета культуры и искусств (1978—2004).
- Огрызков, Николай Васильевич (55) — известный хореограф и танцовщик[22]
- Оганезов, Гаррий Минеевич (72) — заслуженный артист РФ, кларнетист, профессор, дирижёр[23].
- Скоулз, Кларк (79) — американский пловец, олимпийский чемпион 1952 года на дистанции 100 м вольным стилем[24]. Архивная копия от 7 сентября 2011 на Wayback Machine
- Хусаинов, Галимзян Салихович (72) — советский футболист, нападающий, заслуженный мастер спорта СССР, серебряный призёр чемпионата Европы (1964)[25].

6 февраля
- Бут, Альберт (81) — британский политик, министр по делам занятости (1976—1979)[26].
- Дэнкуорт, Джон (82) — британский композитор, саксофонист и кларнетист[27].
- Игнатенко, Иван Игнатьевич (92) — Герой Советского Союза,
- Кимели, Кипкембой (43) — кенийский легкоатлет, бронзовый призёр Олимпиады в Сеуле (1988) на дистанции 10 000 метров[28].
- Ли Ен Док (84) — премьер-министр Республики Корея (1994)[29].
- Пеньковский, Александр Борисович (83) — филолог-лингвист, исследователь творчества А. С. Пушкина[30].
- Попков, Виталий Иванович (87) — дважды Герой Советского Союза, генерал-лейтенант авиации в отставке[31].
- Тэйлор, Тони (42) — вокалист американской Хеви-метал группы Twisted Tower Dire[32] Архивная копия от 13 февраля 2010 на Wayback Machine

7 февраля
- Баллерини, Франко (45) — итальянский велогонщик, двукратный победитель гонки «Париж—Рубэ»[33].
- Егоршина, Наталия Алексеевна (83) — российский живописец, член-корреспондент Российской академии художеств[34].
- Колингба, Андре (74) — президент Центральноафриканской Республики (1981—1993)[35].
- Курнаков, Андрей Ильич (93) — российский живописец, народный художник СССР, профессор, действительный член Российской академии художеств[36].
- Осипов, Владимир Ильич (51) — российский поэт, режиссёр, журналист, член Союза писателей России[37].
- Тенн, Уильям (89) — американский писатель-фантаст[38].
- Хабибуллаев, Пулат Киргизбаевич (73) — президент Академии наук УзССР (1984—1988), председатель Президиума Верховного Совета Узбекской ССР (1988—1989)[39]. Архивная копия от 16 декабря 2010 на Wayback Machine

8 февраля
- Джолитти, Антонио (94) — итальянский политический деятель, министр бюджета (1963—1964), министр бюджета и экономического программирования (1970—1972)[40].
- Муравченко, Фёдор Михайлович (80) — авиадвигателестроитель, Герой Украины (2002), Лауреат Государственной премии СССР[41].
- Самохина, Анна Владленовна (47) — советская и российская актриса театра и кино; рак желудка[42].
- Скубишевский, Кшиштоф (83) — министр иностранных дел Польши (1989—1993)[43].
- Суарез, Бобби (67) — филиппинский режиссёр, сценарист и продюсер[44].
- Фроман, Дэвид — американский актёр[45].
- Хой, Роберт (82) — американский актёр[46].
- Хьюга, Джимми (66) — американский горнолыжник, бронзовый призёр Олимпиады-1964 в слаломе[47].

9 февраля
- Моррисон, Уолтер (90) — американский изобретатель, изобретатель фрисби[48].
- Нефф, Фрэнсин (84) — Казначей США (1974—1977)[49].
- Эдуард Самойлов (59) — советский и российский политолог, журналист, диссидент.
- Христенко, Василий Тимофеевич (84) — Герой Социалистического Труда, полный кавалер ордена Славы[50].

10 февраля
- Вейэнд, Фредерик Карлтон (93) — американский военачальник, последний командующий войсками США во Вьетнаме[51].
- Винокуров, Эдуард Теодорович (67) — двукратный олимпийский чемпион (1968, 1976) по фехтованию на саблях, Заслуженный мастер спорта (1968)[52].
- Коневска-Трахковска, Габриэла (38) — македонский политический деятель, заместитель премьер-министра (2006—2008).
- Митчел, Джудит Пейдж (77) — американский сценарист и продюсер[53].
- Песанья де Карвальо, Орландо (74) — бразильский футболист, полузащитник, игрок национальной сборной. Чемпион мира 1958[54].
- Трехос Фернандес, Хосе Хоакин (93) — президент Коста-Рики (1966—1970)[55].
- Уилсон, Чарльз (76) — конгрессмен США; кардиопульмональный шок[56].
- Фалкао, Армандо (90) — бразильский политический деятель, министр юстиции (1974—1979)[57].

11 февраля
- Архипова, Ирина Константиновна (85) — российская оперная певица, народная артистка СССР[58].
- Дмитриев, Роман Михайлович (60) — советский борец, олимпийский чемпион 1972 года[59].
- Иноэ, Умэцугу (86) — японский сценарист и режиссёр[60].
- Маккуин, Александр (40) — британский дизайнер модной одежды; самоубийство[61].
- МакУильямс, Кэролайн (64) — американская актриса[62].
- Мезенцев, Евгений Михайлович (71) — российский кинорежиссёр и кинооператор, руководитель киностудии «Нева»[63].
- Севидов, Юрий Александрович (67) — советский футболист, тренер. Мастер спорта (с 1961). Сын известного советского футбольного тренера А. А. Севидова[64].
- Уорд, Колин (85) — британский писатель-анархист[65].
- Хофланд, Мона (80) — норвежская актриса[66].

12 февраля
- Борота, Петар (56) — футболист, бывший голкипер «Челси» и сборной Югославии[67].
- Врубляускас, Альгирдас (78) — литовский актёр театра и кино, заслуженный артист Литовской ССР. [www.kino-teatr.ru/teatr/acter/post/249062/bio/][68],
- Журавлёв, Владимир Константинович (87) — выдающийся российский филолог-славист.
- Крамер, Вернер (70) — германский футболист игрок «Дуйсбурга» и сборной ФРГ, серебряный призёр чемпионата мира (1966)[69].
- Кумариташвили, Нодар (21) — грузинский саночник; разбился в тренировочном заезде на Олимпиаде-2010 в Ванкувере[70]..
- Моловни, Луис (84) — испанский футболист и тренер, играл на позиции нападающего, неоднократно был главным тренером клуба Реал Мадрид[71].
- Саньярова, Минегуль Агельмухаметовна (80) — каменщица строительного треста № 3 г. Уфы, Герой Социалистического Труда[72].
- Сонк, Грета (80) — датская актриса[73].

13 февраля
- Немцев, Сергей Владимирович (49) — российский учёный в области исследования хитина и хитозана, доктор наук.
- Уиган, Гарет (78) — британский продюсер[74].
- Яновский, Рудольф Григорьевич (80) — российский философ, член-корреспондент Российской академии наук (РАН) (1987)[75].

14 февраля
- Ильенков, Александр Иванович (72) — первый секретарь Тверского обкома КПСС (1990—1991), председатель Калининского облисполкома (1979—1987)[76].
- Мялль, Линнарт Эдуардович (71) — эстонский учёный востоковед, буддолог и политический деятель. Основоположник научной ориенталистики в Эстонии.
- Турек, Ежи (76) — польский актёр[77].
- Френсис, Дик (89) — английский писатель, автор детективных романов[78].

15 февраля
- Варинг, Джордж (84) — британский актёр[79].
- Гонсалес, Хуан Карлос (85) — уругвайский футболист, чемпион мира 1950 года[80].
- Зеленкова, Анна Павловна (87) — белорусский хоровой дирижёр и педагог, доцент Белорусской государственной академии музыки.
- Корпылёв, Анатолий Павлович (90) — директор совхоза «Масловский». Герой Социалистического Труда.
- Лепёшин, Анатолий Александрович (68) — заслуженный тренер СССР по теннису, тренер Евгения Кафельникова[81].

16 февраля
- Дикамбаев, Казы Дикамбаевич (96) — председатель Совета Министров Киргизской ССР (1958—1961)[82].
- Кочетков, Алексей Александрович (47) — оператор «Первого канала»; остановка сердца[83].
- Хассель, Фей фон (91) — немецкая писательница, узница нацистских концлагерей, баронесса, внучка адмирала Альфреда фон Тирпица и дочь германского дипломата Ульриха фон Хасселя[84].

17 февраля
- Грэйсон, Кэтрин (88) — американская актриса и певица сопрано.[www.kino-teatr.ru/kino/acter/hollywood/102820/bio/]
- Исмаилов, Абдулхаким Исакович (93) — ветеран Великой Отечественной войны, Герой Российской Федерации[85].
- Скарух, Витольд (80) — польский актёр[86].
- Де Флориан, Джулио (74) — итальянский лыжник, бронзовый призёр чемпионата мира (1962) в гонке на 30 км, бронзовый призёр чемпионата мира (1966) в эстафете 4×10 км.[87]
- Фудзита, Макото (76) — японский актёр[88].
- Якупов, Харис Абдрахманович (90) — российский живописец, народный художник СССР[89].

18 февраля
- Бэбкок, Джон (109) — последний канадский ветеран Первой мировой войны, а также один из трёх последних ветеранов этой войны[90].
- Зензеров, Николай Васильевич (105) — старейший российский ветеран Великой Отечественной войны; инсульт вследствие травмы головы[91].
- Кечкин, Валерий Алексеевич (71) — председатель Государственного Собрания Республики Мордовия с 1995 года[92].
- Крыжановский, Олег Прокофьевич (66) — украинский учёный-историк, педагог, доктор исторических наук, профессор. Заслуженный работник образования Украины.
- Лавацца, Эмилио (78) — глава компании Lavazza[93].
- Пандей, Нирмал (48) — индийский актёр[94].
- Рамирес, Ариэль (88) — аргентинский композитор[95].

19 февраля
- Вагин, Яков Абрамович — полковник милиции в отставке, почётный гражданин г. Перми, один из основателей советской школы сыска.
- Джеффрис, Лайонел (83) — британский актёр, сценарист и режиссёр[96].
- Ларрива, Руди (94) — американский режиссёр анимационного кино[97].
- Массон, Вадим Михайлович (80) — советский и российский археолог.
- Ногаев, Фёдор Дзабоевич — советский фрезеровщик завода «Магнит». Герой Социалистического Труда.
- Парво, Элли (95) — итальянская актриса. [www.kino-teatr.ru/kino/acter/euro/206943/bio/]
- Плоурайт, Уолтер (86) — британский учёный, который изобрёл вакцину против чумы крупногго рогатого скота.
- Поруш, Менахем (93) — израильский политик, раввин, депутат кнессета[98].

20 февраля
- Дональ, Иоганна (71) — австрийский политический и общественный деятель.
- Кенион, Сэнди (87) — американский актёр[99].
- Хамильтон, Сэм (54) — директор Службы рыбных ресурсов и дикой природы США (с 2009)[100]
- Хейг, Александр (85) — государственный секретарь США (1981—1982)[101].

21 февраля
- Авалиани, Ной Иванович (82) — солист балета Большого театра СССР (1940—1963), балетмейстер. [www.kino-teatr.ru/kino/acter/sov/32030/bio/]
- Егоров, Сергей Ефимович (81) — президент Ассоциации российских банков. (1991—2002)[102].
- Йовас, Римантас (48) — литовский театральный актёр[103].
- Миканба, Владимир Тачевич (78) — политический и военный деятель Абхазии.
- Мотыль, Владимир Яковлевич (82) — советский и российский режиссёр театра и кино, сценарист; инсульт[104].
- Оськин, Александр Петрович (89) — танкист, Герой Советского Союза.

22 февраля
- Брэдли, Майкл Джон (76) — губернатор Теркс и Кайкос (1987—1993)[105].
- Вайнберг, Лев Иосифович (65) — российский бизнесмен[106].
- Дэйвис, Робин (56) — британский актёр[107].
- Лэндри,Нелли (93) — французская теннисистка, неоднократная чемпионка Франции
- Сидни, Штеффи (74) — американская актриса[108].

23 февраля
- Садин, Владимир Степанович (85) — белорусский художник.
- Сальмид, Анри (90) — германский морской офицер, который в 1944 г. спас порт Бордо от разрушения[109].
- Сапата Тамайо, Орландо (42) — кубинский диссидент и политзаключённый, умерший после 85-дневной голодовки протеста[110].
- Ванлинт, Дерек (78) — канадский оператор и режиссёр[111].

25 февраля
- Галкин, Владислав Борисович (38) — российский киноактёр; сердечная недостаточность[112].
- Дограмачи, Ихсан (94) — турецкий врач-педиатр, почётный президент Международной Ассоциации Педиатров (IPA)[113].
- Кениг, Эндрю (41) — американский актёр, сценарист, режиссёр[114].
- Клэнси, Майкл (60) — губернатор острова Святой Елены (2004—2007)
- Коэн, Арон (79) — руководитель НАСА (1992)[115].
- Гастон-Марин, Георге (91) — румынский политический деятель, министр экономики (1948—1949), министр электроэнергии и энергетической промышленности (1949—1954), председатель комитета планирования (1954—1965), первый заместитель председателя Совета министров (1962—1969)[116] Архивная копия от 21 марта 2018 на Wayback Machine
- Сидельникова, Вера Михайловна (72) — гинеколог, доктор медицинских наук, профессор, заслуженный деятель науки РФ (1999); погибла в ДТП[117].
- Сойер, Дэвид (87) — американский виолончелист[118].
- Торрес, Эфрен (66) — мексиканский боксёр, чемпион мира в наилегчайшем весе (1969—1970)
- Тунси, Али (74) — директор Службы национальной безопасности Алжира, убийство[119].

26 февраля
- Девон, Ричард (84) — американский актёр[120].
- Королёв, Борис Алексеевич (100) — советский и российский кардиохирург, Герой Социалистического Труда, академик Российской академии медицинских наук; острая сердечная недостаточность[121].
- Nujabes (36) — японский музыкальный продюсер и DJ[122].
- Юрченко, Борис Тимофеевич (72) — фотограф, лауреат Пулитцеровской премии за освещение событий, связанных с путчем 1991 года; рак[123].

27 февраля
- Туа, Венди (92) — британская актриса и режиссёр[124].
- Кондрачук, Владимир Валерьевич (45) — председатель совета директоров российской нефтегазовой компании «Транс Нафта»; самоубийство[125].
- Скотт, Натан (94) — американский композитор[126].
- Степанов, Олег Сергеевич (70) — советский спортсмен (самбо, дзюдо, 68 кг), заслуженный мастер спорта СССР, заслуженный тренер СССР, бронзовый призёр Олимпиады в Токио (1964)[127].
- Тавхелидзе, Альберт Никифорович (79) — академик РАН, президент Академии наук Грузии (1986—2005)[128].

28 февраля
- Юозас Апутис (73) — литовский прозаик, переводчик, литературный критик.
- Бенсон, Мартин (91) — американский актёр[129].
- Миндлин, Хосе (95) — бразильский предприниматель и библиофил (родители из Одессы, владелец крупнейшей в Латинской Америке частной библиотеки[130].
- Суров, Николай Васильевич (62) — советский гребец и тренер, неоднократный чемпион СССР в четвёрке с рулевым и восьмёрке, участник Олимпийских игр (1968) и чемпионата мира (1974)[131].
- Александр Черницкий (91) — советский и российский скульптор.
- Хаяси, Тюсиро (89) — японский астрофизик.
- Эймонт, Бохдан (82) — польский актёр театра и кино. [www.kino-teatr.ru/kino/acter/m/euro/165446/bio/]